# エレノア・ブレント＝ダイアー
エレノア・M・ブレント＝ダイアー（Elinor Brent-Dyer, 1894年4月6日 - 1969年9月20日）は、イングランドの小説家。
「シャレー・スクール」シリーズとして知られている小説の作者である。イングランドのサウス・シェフィールド出身。
「シャレー・スクール」シリーズは、1925年から1970年にかけて、約60巻が出版された。寄宿学校を舞台にした「スクール・ストーリーズ」（学校を舞台にした小説カテゴリー）と呼ばれるもののひとつ。
エレノア・ブレント＝ダイアーは、「スクール・ストーリーズ」の「ビッグ・フォー」（4大著者）の一人とされている。